# غوراید غرمی
غوراید غرمی (به لاتین: Ghowrayd Gharami) یک منطقهٔ مسکونی در افغانستان است که در ولسوالی یمگان واقع شده‌است.